# Suran (nahija)
Nahija Suran (ar. ناحية صوران)  je sirijska nahija u okrugu Hama u pokrajini Hama. Po popisu iz 2004. (prije rata), nahija je imala 90.654 stanovnika. Administrativno sjedište je u naselju Suran.